# Kosmos 1164
O Kosmos 1164 (em russo: Космос 1164, significado Cosmos 1164) foi um satélite soviético de sistema de alerta anti-mísseis intercontinentais. Foi desenvolvido como parte do programa Oko de satélites artificiais. O satélite foi projetado para identificar lançamentos de mísseis usando telescópios ópticos e sensores infravermelhos.
O Kosmos 1164 foi lançado em 12 de fevereiro de 1980 do Cosmódromo de Plesetsk, União Soviética (atualmente na Rússia), através de um foguete Molniya-M. O foguete não conseguiu inserir o satélite de tal forma para que ele pudesse aproveitar a força centrípeta de atração da terra, provocando assim a falha da missão.